# Psara acyptera
Psara acyptera là một loài bướm đêm trong họ Crambidae.